# Christian Gombo
Christian Gombo Tomokwabini, né à Kinshasa le 8 juillet 1988, est un poète écrivain congolais, représentant des éditions Nzoi de la RDC et cofondateur de Laesh sarl.

## Biographie
Christian Gombo Tomokwabini est un écrivain, éditeur et libraire congolais. Économiste de formation, après plusieurs années dans différentes banques, il décide de tout abandonner en 2017 lorsqu'il publie son livre "Les Fables de Christian Gombo illustrées par Crebix Mozalisi " un livre récompensé doublement au Mikanda awards 2017,. 
Pour son implication active dans la promotion de la littérature congolaise, Christian Gombo reçoit en 2021, le Prix Lokumu dans la catégorie Littérature et le prix de l'ambassadeur du livre discerné par l'association Bookutani dans le cadre de la deuxième Edition du prix émile flore faignond dont son livre, carnet de Christian gombo sorti finaliste,. 

## Œuvres
- Bolingo eza n'a Bozoba (roman en lingala)[8] Éditions Mabiki.  (ISBN 9782930369204)
- Maladies textuellement transmissibles Ed  Afrik'A-2019[9]
- Carnet de Christian Gombo (fiction), préface de Jacques Matand[10], Feu Torrent, 2023[11],[12],[13]
- Les on-dit qui traduisent nos vies (poème) Ed Edilivre 2016[14]
- Des gens pour rien (Nouvelles) Ed Bookelis 2017
- Les fables de Christian Gombo (Fable) Ed Nzoi 2017[15]
- Maudit soit-il ( roman ) Ed les lettres mouchetées 2023[16]

## Récompenses
- Mikanda Awards 2017 pour son Livre "Les Fables de Christian Gombo"[17],[18]
- Prix Lokumu pour La création de "Laesh Sarl"[6]
- Prix emile flore faignond pour le carnet de Christian Gombo